# Onthophagus pallidipennis
Onthophagus pallidipennis är en skalbaggsart som beskrevs av Fahraeus 1857. Onthophagus pallidipennis ingår i släktet Onthophagus och familjen bladhorningar. Inga underarter finns listade i Catalogue of Life.